# Élections législatives de 1962 en Savoie
Les élections législatives françaises de 1962 se déroulent les 18 et 25 novembre 1962. Dans le département de la Savoie, trois députés sont à élire dans le cadre de trois circonscriptions.

## Élus
| Circonscription | Député sortant  | Parti  | Parti  | Député élu ou réélu | Parti | Parti   |
| --------------- | --------------- | ------ | ------ | ------------------- | ----- | ------- |
| 1re             | Jean Delachenal |        | CNIP   | Jean Delachenal     |       | RI      |
| 2e              | Joseph Fontanet |        | MRP    | Joseph Fontanet     |       | MRP     |
| 3e              | Vacant          | Vacant | Vacant | Pierre Dumas        |       | UNR-UDT |

## Résultats

### Résultats à l'échelle du département
| Parti          | Parti                                          | Premier tour | Premier tour | Second tour | Second tour | Sièges |
| Parti          | Parti                                          | Voix         | %            | Voix        | %           | Sièges |
| -------------- | ---------------------------------------------- | ------------ | ------------ | ----------- | ----------- | ------ |
|                | Union pour la nouvelle République (UDT)        | 28 468       | 30,21        | 9 925       | 28,41       | 1      |
|                | Républicains indépendants                      | 16 415       | 17,42        | 16 194      | 46,36       | 1      |
|                | Majorité présidentielle                        | 44 883       | 47,62        | 26 119      | 74,77       | 2      |
|                |                                                |              |              |             |             |        |
|                | Mouvement républicain populaire                | 14 556       | 15,44        |             |             | 1      |
|                | Centre démocratique                            | 14 556       | 15,44        |             |             | 1      |
|                |                                                |              |              |             |             |        |
|                | Parti communiste français                      | 21 330       | 22,63        | 8 813       | 25,23       | 0      |
|                | Section française de l'Internationale ouvrière | 13 480       | 14,30        | Retrait     | Retrait     | 0      |
|                |                                                |              |              |             |             |        |
| Inscrits       | Inscrits                                       | 155 949      | 100,00       | 56 497      | 100,00      | 3      |
| Abstentions    | Abstentions                                    | 58 569       | 37,56        | 20 636      | 36,53       |        |
| Votants        | Votants                                        | 97 380       | 62,44        | 35 861      | 63,47       |        |
| Blancs et nuls | Blancs et nuls                                 | 3 131        | 3,22         | 929         | 2,59        |        |
| Exprimés       | Exprimés                                       | 94 249       | 96,78        | 34 932      | 97,41       |        |

### Résultats par circonscription

#### Première circonscription (Chambéry - Aix-les-Bains)
| Candidat       | Candidat                      | Parti          | Premier tour | Premier tour | Second tour | Second tour |  |
| Candidat       | Candidat                      | Parti          | Voix         | %            | Voix        | %           |  |
| -------------- | ----------------------------- | -------------- | ------------ | ------------ | ----------- | ----------- |  |
|                | Jean Delachenal sortant réélu | RI             | 16 415       | 48,53        | 16 194      | 46,36       |  |
|                | Paul Couturier                | UNR-UDT        | 7 157        | 21,16        | 9 925       | 28,41       |  |
|                | Joseph Moiroud                | PCF            | 6 144        | 18,17        | 8 813       | 25,23       |  |
|                | Roland Bellet                 | SFIO           | 4 106        | 12,14        | Retrait     | Retrait     |  |
|                |                               |                |              |              |             |             |  |
| Inscrits       | Inscrits                      | Inscrits       | 56 509       | 100,00       | 56 497      | 100,00      |  |
| Abstentions    | Abstentions                   | Abstentions    | 21 586       | 38,2         | 20 636      | 36,53       |  |
| Votants        | Votants                       | Votants        | 34 923       | 61,8         | 35 861      | 63,47       |  |
| Blancs et nuls | Blancs et nuls                | Blancs et nuls | 1 101        | 3,15         | 929         | 2,59        |  |
| Exprimés       | Exprimés                      | Exprimés       | 33 822       | 96,85        | 34 932      | 97,41       |  |

#### Deuxième circonscription (Albertville)
|                | Joseph Fontanet sortant réélu | MRP            | 14 556 | 60,45  |  |  |  |
|                | Marcel Rochaix                | PCF            | 7 059  | 29,32  |  |  |  |
|                | Olivier Desfosset             | SFIO           | 2 464  | 10,23  |  |  |  |
|                |                               |                |        |        |  |  |  |
| Inscrits       | Inscrits                      | Inscrits       | 43 622 | 100,00 |  |  |  |
| Abstentions    | Abstentions                   | Abstentions    | 18 319 | 41,99  |  |  |  |
| Votants        | Votants                       | Votants        | 25 303 | 58,01  |  |  |  |
| Blancs et nuls | Blancs et nuls                | Blancs et nuls | 1 224  | 4,84   |  |  |  |
| Exprimés       | Exprimés                      | Exprimés       | 24 079 | 95,16  |  |  |  |

#### Troisième circonscription (Chambéry - Saint-Jean-de-Maurienne)
|                | Pierre Dumas sortant réélu | UNR-UDT        | 21 311 | 58,63  |  |  |  |
|                | Auguste Mudry              | PCF            | 8 127  | 22,36  |  |  |  |
|                | Paul Perrier               | SFIO           | 6 910  | 19,01  |  |  |  |
|                |                            |                |        |        |  |  |  |
| Inscrits       | Inscrits                   | Inscrits       | 55 818 | 100,00 |  |  |  |
| Abstentions    | Abstentions                | Abstentions    | 18 664 | 33,44  |  |  |  |
| Votants        | Votants                    | Votants        | 37 154 | 66,56  |  |  |  |
| Blancs et nuls | Blancs et nuls             | Blancs et nuls | 806    | 2,17   |  |  |  |
| Exprimés       | Exprimés                   | Exprimés       | 36 348 | 97,83  |  |  |  |